# Каушутов, Ата
Ата Каушутов или Говшудов (туркм. Ata Gowşudow; 15 июля 1903, с. Безмеин, Асхабадский уезд, Российская империя — 15 ноября 1953, Ашхабад) — туркменский советский писатель, поэт, драматург. Один из зачинателей туркменской прозы и драматургии.

## Биография
Родился в зажиточной крестьянской семье в селе Безмеин (ныне — г. Абадан, Ахалский велаят Туркмения).
Окончил Коммунистический университете трудящихся Востока им. И. В. Сталина в Москве.
Его мать известная туркменская сказительница Огулгерек эдже. Именно из её уст он впервые услышал туркменские дестаны и сказки. Отец Говшут Байлы, владелец дукана в селе Безмеин.

## Творчество
Ата Каушутов является основателем и первым редактором газеты «Яш Коммунист». Так же он основал драматический молодёжный кружок, выпускниками которого были видные деятели культуры Туркменистана, такие как Алты Гарлыев и Сары Гарры. Печатался с 1925. Начинал литературную деятельность как поэт и драматург. Автор нескольких пьесы, романов, повестей, рассказов и очерков.
Произведения А. Каушутова посвящены событиям гражданской войны и борьбе между новым и старым в туркменском ауле, с кулаками и духовенством, выступавшими против раскрепощения женщины, Великой Отечественной войне 1941—1945 гг
Главным произведение всей его жизни стал роман «Перман», посвященный реальным событиям-завоеванию Туркменистана Россией. Сюжетная линия произведения достаточно сложна, судьбы героев тесно переплетены в роковой паутине. Читая роман, мы узнаем реальных прототипов, а где-то, речь напрямую идет о исторических личностях.

## Избранная библиография
- Пьесы:
  - Закаспийский фронт;
  - Кровавый лес;
- Романы:
- Перман (1920—1948)
  - Мехри и Вепа. Роман, Аш., 1946;
  - У подножья Копет-Дага. Роман, (1947—1949);
  - Эсерлер, т. 1‒3, Ашхабад, 1956‒1957;
- Внук Мергена. Роман, Аш., 1965;
- Драма
  - Джума. 1939;
- Повести:
  - Последний старшина. Повесть, 1951;
  - Туркменские кони. Повесть, 1951;
- Рассказы:
  - Семья охотника Кандыма (1944);
  - Женитьба Елли Одэ (1945);
  - Каджар-ага (1946);
  - Коварство царских судей(1949) и др.

А. Каушутовым собраны и опубликованы многие фольклорные памятники Туркмении.

## Награды
- Орден Трудового Красного Знамени
- медали СССР
- Является лауреатом международной премии имени Махтумкули (1994 год)

## Память
- Бюст Ата Каушутову установлен в числе великих поэтов, писателей и музыкантов на Аллее Славы, открытой в Ашхабаде в 2010 году.
- Имя Ата Каушутова носит школа в Абадане.
- Имя Ата Каушутова носит улица в Ашхабаде, на которой он жил.